# Puchar Europy w Lekkoatletyce 1973 – eliminacje kobiet (Rijeka)
Eliminacje pucharu Europy w lekkoatletyce w 1973 kobiet odbyły się 1 lipca w Rijece. Były to jedne z dwóch zawodów eliminacyjnych. Drugie odbyły się w Lyngby.
Wystąpiło sześć zespołów, z których trzy najlepsze awansowały do półfinałów: Jugosławia do półfinału w Sittard, Szwajcaria do półfinału w Bukareszcie, a Austriia do półfinału w Warszawie.

## Klasyfikacja generalna
| Poz. | Reprezentacja | Punkty |
| ---- | ------------- | ------ |
| 1    | Jugosławia    | 67     |
| 2    | Szwajcaria    | 57,5   |
| 3    | Austria       | 47,5   |
| 4    | Belgia        | 42     |
| 5    | Hiszpania     | 35     |
| 6    | Portugalia    | 24     |

## Wyniki indywidualne
Kolorami oznaczono zawodniczki reprezentujące zwycięskie drużyny.

### Bieg na 100 metrów
| Lp. | Państwo    | Zawodniczka          | Wynik |
| --- | ---------- | -------------------- | ----- |
| 1.  | Jugosławia | Jelica Pavličić      | 11,7  |
| 2.  | Austria    | Karoline Käfer       | 11,9  |
| 3.  | Szwajcaria | Meta Antenen         | 12,1  |
| 4.  | Belgia     | Véronique Colonval   | 12,3  |
| 5.  | Portugalia | Angélica Manaca Dias | 12,3  |
| 6.  | Hiszpania  | Pilar Fanlo          | 12,7  |

### Bieg na 200 metrów
| Lp. | Państwo    | Zawodniczka       | Wynik |
| --- | ---------- | ----------------- | ----- |
| 1.  | Jugosławia | Jelica Pavličić   | 23,5  |
| 2.  | Austria    | Karoline Käfer    | 24,2  |
| 3.  | Szwajcaria | Isabelle Keller   | 25,1  |
| 4.  | Belgia     | Magda Present     | 25,1  |
| 5.  | Portugalia | Maria José Sobral | 25,4  |
| 6.  | Hiszpania  | Gloria Pujol      | 25,9  |

### Bieg na 400 metrów
| Lp. | Państwo    | Zawodniczka       | Wynik |
| --- | ---------- | ----------------- | ----- |
| 1.  | Austria    | Maria Sykora      | 53,7  |
| 2.  | Szwajcaria | Vreni Leiser      | 54,0  |
| 3.  | Hiszpania  | Josefina Salgado  | 54,6  |
| 4.  | Jugosławia | Đulesma Bašić     | 54,6  |
| 5.  | Belgia     | Lea Alaerts       | 54,7  |
| 6.  | Portugalia | Conceição Vilhena | 57,4  |

### Bieg na 800 metrów
| Lp. | Państwo    | Zawodniczka           | Wynik    |
| --- | ---------- | --------------------- | -------- |
| 1.  | Jugosławia | Vera Nikolić          | 2:02,9 4 |
| 2.  | Hiszpania  | Rosa Ochandiano       | 2:07,1   |
| 3.  | Austria    | Christiane Casapicola | 2:07,2   |
| 4.  | Belgia     | Sonja Castelein       | 2:07,8   |
| 5.  | Szwajcaria | Monika Fäsi           | 2:07,9   |
| 6.  | Portugalia | Filomena Vieira       | 2:12,7   |

### Bieg na 1500 metrów
| Lp. | Państwo    | Zawodniczka          | Wynik  |
| --- | ---------- | -------------------- | ------ |
| 1.  | Hiszpania  | Carmen Valero        | 4:21,2 |
| 2.  | Jugosławia | Ljiljana Susnjar     | 4:22,0 |
| 3.  | Szwajcaria | Marijke Moser        | 4:23,7 |
| 4.  | Belgia     | Joske Van Santberghe | 4:26,6 |
| 5.  | Portugalia | Luísa Sousa          | 4:47,0 |
| 6.  | Austria    | Angelika Schrott     | 4:52,9 |

### Bieg na 100 metrów przez płotki
| Lp. | Państwo    | Zawodniczka                  | Wynik |
| --- | ---------- | ---------------------------- | ----- |
| 1.  | Szwajcaria | Meta Antenen                 | 13,7  |
| 2.  | Jugosławia | Đurđa Fočić                  | 13,9  |
| 3.  | Austria    | Carmen Mähr                  | 14,3  |
| 4.  | Hiszpania  | María José Martínez Guerrero | 14,9  |
| 5.  | Belgia     | Nicole Van Eerdewegh         | 15,3  |
| 6.  | Portugalia | Manuela Simões               | 15,9  |

### Sztafeta 4 × 100 metrów
| Lp. | Państwo    | Zawodniczki                                                           | Wynik |
| --- | ---------- | --------------------------------------------------------------------- | ----- |
| 1.  | Jugosławia | Wera Weljanowska Đurđa Fočić Branislava Gak Jelica Pavličić           | 46,3  |
| 2.  | Belgia     |                                                                       | 46,7  |
| 3.  | Austria    | Karoline Käfer Doris Langhans Monika Holzschuster Gabi Hareter        | 46,9  |
| 4.  | Szwajcaria | Doris Weber Isabelle Keller Moser Cicile Scheidegger                  | 47,1  |
| 5.  | Portugalia | Angélica Manaca Dias Helena Relvas Argentina Abreu Maria José Sobral  | 47,3  |
| 6.  | Hiszpania  | Pilar Fanlo María José Martínez Guerrero Lourdes Valdor Dolores Vives | 48,9  |

### Sztafeta 4 × 400 metrów
| Lp. | Państwo    | Zawodniczki                                                  | Wynik  |
| --- | ---------- | ------------------------------------------------------------ | ------ |
| 1.  | Szwajcaria | Vreni Leiser Brigitte Kamber Christine Hohl Uschi Meyer      | 3:40,2 |
| 2.  | Jugosławia | Đulesma Bašić Marić Nađa Avdibašić Snežana Vujatov           | 3:41,6 |
| 3.  | Hiszpania  | Matilde Garay Rosa Colorado Josefina Salgado Rosa Ochandiano | 3:43,2 |
| 4.  | Belgia     | Marleen Verheuen Rosine Wallez Lea Alaerts Sprangers         | 3:43,8 |
| 5.  | Austria    | Gerlinde Massing Christiane Casapicola Elsner Doris Lickl    | 3:46,6 |
| 6.  | Portugalia | Filomena Vieira Lucrécia Cumba Argentina Abreu Manuela Alves | 3:51,0 |

### Skok wzwyż
| Lp. | Państwo    | Zawodniczka       | Wynik |
| --- | ---------- | ----------------- | ----- |
| 1.  | Jugosławia | Snežana Hrepevnik | 1,76  |
| 2.  | Szwajcaria | Doris Bisang      | 1,70  |
| 2.  | Austria    | Ilona Gusenbauer  | 1,70  |
| 4.  | Belgia     | Hilde Van Dijck   | 1,67  |
| 5.  | Hiszpania  | Carolina Nolten   | 1,61  |
| 6.  | Portugalia | Marina Carvalho   | 1,50  |

### Skok w dal
| Lp. | Państwo    | Zawodniczka      | Wynik |
| --- | ---------- | ---------------- | ----- |
| 1.  | Szwajcaria | Meta Antenen     | 6,25  |
| 2.  | Jugosławia | Radojka Francoti | 6,20  |
| 3.  | Belgia     | Rosine Wallez    | 6,08  |
| 4.  | Hiszpania  | Isabel Montañá   | 5,63  |
| 5.  | Portugalia | Helena Relvas    | 5,62  |
| 6.  | Austria    | Maria Sykora     | 5,60  |

### Pchnięcie kulą
| Lp. | Państwo    | Zawodniczka      | Wynik |
| --- | ---------- | ---------------- | ----- |
| 1.  | Portugalia | Adília Silvério  | 14,05 |
| 2.  | Szwajcaria | Verena Roth      | 13,96 |
| 3.  | Jugosławia | Nevenka Mrinjek  | 13,70 |
| 4.  | Austria    | Eva Janko        | 13,67 |
| 5.  | Hiszpania  | Ana María Molina | 12,94 |
| 6.  | Belgia     | Helga Deprez     | 12,02 |

### Rzut dyskiem
| Lp. | Państwo    | Zawodniczka          | Wynik |
| --- | ---------- | -------------------- | ----- |
| 1.  | Belgia     | Maggy Wauters        | 50,62 |
| 2.  | Szwajcaria | Rita Pfister         | 47,34 |
| 3.  | Jugosławia | Kosa Stojković       | 47,26 |
| 4.  | Austria    | Gitta Signoretti     | 47,08 |
| 5.  | Portugalia | Adília Silvério      | 36,94 |
| 6.  | Hiszpania  | María Luisa Revesado | 36,28 |

### Rzut oszczepem
| Lp. | Państwo    | Zawodniczka          | Wynik |
| --- | ---------- | -------------------- | ----- |
| 1.  | Jugosławia | Nataša Urbančič      | 59,36 |
| 2.  | Austria    | Eva Janko            | 56,68 |
| 3.  | Belgia     | Leen Wuyts           | 49,82 |
| 4.  | Szwajcaria | Klara Ulrich         | 49,03 |
| 5.  | Hiszpania  | María José Fernández | 40,62 |
| 6.  | Portugalia | Fátima Pinto         | 39,64 |